# Jorge Campomar
Jorge Celso Campomar Barrios (Uruguay, 10 de marzo de 1952) es un abogado y político uruguayo, quien se desempeñó como subsecretario (viceministro) del Ministerio de Economía y Finanzas por un breve lapso en 1995. Posteriormente integró el Directorio de la Administración Nacional de Combustibles, Alcohol y Portland (ANCAP) entre 1998 y 2001 y el de la Administración Nacional de Puertos (ANP) de 2001 a 2005.

## Primeros años
Nació el 10 de marzo de 1952.
Cursó estudios en la entonces Facultad de Derecho y Ciencias Sociales de la Universidad de la República, donde se graduó como abogado, prestando juramento en noviembre de 1980.

## Actividad partidaria
Militante del Partido Nacional, en las elecciones de 1989 figuró en sexto lugar como candidato a la Cámara de Representantes para la XLIII Legislatura en la Lista 31, encabezada por Héctor Martín Sturla y acompañando la candidatura presidencial de Luis Alberto Lacalle.La misma obtuvo tres bancas, correspondientes a Sturla, Jaime Trobo y Juan Carlos Ayala, no resultando electo Campomar.

## Ministerio de Economía y Finanzas

### Director de Comercio y Abastecimiento
En mayo de 1990, ya electo y asumido Lacalle como nuevo presidente, éste y su ministro de Economía y Finanzas Enrique Braga designaron a Campomar como Director Nacional de Comercio y Abastecimiento, repartición dependiente de dicho ministerio.

### Director general de Secretaría
En marzo de 1992, Lacalle y su nuevo ministro de Economía y Finanzas Ignacio de Posadas -quien recientemente había reemplazado a Braga- promovieron a Campomar al cargo de director general de Secretaría del MEF,tercer cargo en jerarquía en los ministerios en Uruguay luego del ministro y el subsecretario.
Ocupó dicho puesto durante casi tres años.

### Subsecretario
El 15 de febrero de 1995, a escasas semanas de finalizar el período presidencial de Lacalle, de Posadas renunció a su cargo de ministro para asumir como senador en la XLIV Legislatura. Lo reemplazó al frente de la cartera Daniel Hugo Martins -hasta entonces ministro de Defensa Nacional- y Campomar fue nombrado su subsecretario,sustituyendo a Gustavo Licandro.
Dos semanas después, el 1° de marzo de 1995, al asumir Julio María Sanguinetti su segundo mandato como presidente, Martins y Campomar fueron sucedidos como ministro y subsecretario del MEF por Luis Mosca y Juan Alberto Moreira respectivamente.

## Diputado suplente
En las elecciones de 1994 figuró en la Lista 31 como primer suplente de Jaime Trobo, primer candidato a la Cámara de Representantes para la XLIV Legislatura (1995-2000), apoyando la candidatura de Juan Andrés Ramírez.
La lista obtuvo únicamente un escaño, siendo Trobo reelecto diputado, y Campomar ingresó a la Cámara a cubrir algunas suplencias del mismo entre 1995 y 1998.

## Director de ANCAP
El 18 de noviembre de 1998, previa venia otorgada por la Cámara de Senadores, el gobierno de Sanguinetti nombró a Campomar como integrante del Directorio de la Administración Nacional de Combustibles, Alcohol y Portland (ANCAP).
Permaneció en dicho cargo durante algo más de dos años.

## Director de la ANP
Una vez asumida la presidencia por Jorge Batlle como sucesor de Sanguinetti en el año 2000, y en el marco de la renovación de los directorios de los entes autónomos, Campomar pasó a desempeñarse como miembro del Directorio de la Administración Nacional de Puertos (ANP) en el que fue designado el 16 de enero de 2001.
Integró el Directorio de la ANP durante cuatro años, hasta la renovación del mismo efectuada en junio de 2005 por el nuevo gobierno presidido por Tabaré Vázquez.

## Actividad partidaria posterior
En las elecciones de 2009 figuró como segundo suplente del primer candidato a la Cámara de Representantes para la XLVII Legislatura (2010-2015) por la Lista 31, Ángel María Gianola, quien no resultó electo.
Actualmente continúa integrando como secretario la dirección de la agrupación departamental Héctor Martín Sturla.
Ha sido también presidente de la Comisión Central de Hacienda del Partido Nacional.

## Dirigente deportivo
Campomar ha sido un destacado dirigente del Club Atlético Peñarol,habiendo integrado la Mesa Ejecutiva de la Asociación Uruguaya de Fútbol en representación de dicha institución deportivay ocupando la vicepresidencia de la AUF durante la presidencia de Carlos Maresca en la década del 90.

## Actividad empresarial
Es propietario junto con su esposa de J.C.B. Casa Cambiaria S.A. (Cambio Pampex).

## Vida personal
Contrajo matrimonio en 1977 con Martha Angélica Santamaría Corbocon quien tuvo cuatro hijos, María Carolina, María Macarena, Juan Ignacio y Gonzalo Campomar Santamaría.